# Iván Tamayo
Iván Tamayo (Caracas, 7 de marzo de 1964) es un actor venezolano.

## Trayectoria

### Telenovelas
- 2024 - El extraño retorno de Diana Salazar - San Telmo[1]
- 2023 - Pienso en ti - Lazcano
- 2017-2018 - Papá a toda madre - Arístides Braun
- 2016 - El Chema - Jorge Elías Salazar
- 2015-2017 - El señor de los cielos - Jorge Elías Salazar
- 2014 - Nora - Mingo Vidal
- 2014 - Los secretos de Lucía  - Harold Rincón
- 2011-2014 - Gabriela (telenovela de 2011) - Padre Francisco Cruz Bayardo
- 2011 - La viuda joven - Simón Madero
- 2010 - Harina de otro costal - Santos
- 2009 - Los misterios del amor - Emilio Pimentel
- 2008 - Torrente, un torbellino de pasiones - Roque Santa Cruz
- 2006-2007 - Te tengo en salsa - Humberto Sánchez
- 2005-2006 - Amantes - Consenso Mendible
- 2004 - Estrambótica Anastasia - Manuel Colón "El Maco" Pérez
- 2002-2003 - Trapos íntimos - Felipe Ferrer
- 2001-2002 - La niña de mis ojos - Juan Manuel Linares Ponce
- 2000-2002 - Maria Jose (telenovela de 2000) - Padre Juan Carlos Rodriguez Sotomayor
- 2000 - Angélica Pecado - Abogado
- 1999-2000 - Mariú - Padre Justino Mata
- 1999 - Luisa Fernanda - Mauricio Toscano
- 1998 - Hoy te vi - Augusto Linares Zavaleta
- 1997 - Conserjes - Ángel Amado Moreno Hermoso
- 1994-1995 -Pura sangre (telenovela venezolana) - Francisco Paredes
- 1994 - Por estas calles - Dr. Alfredo Abreu
- 1992 - Kassandra - Héctor Quintero

### Cine
- 2015 - El malquerido - José Paiva
- 2007 - Una abuela virgen - El Trompetista
- 2002 - La pluma del arcángel - Arcángel Gabriel (telegrafista)